# Hebius monticola
Espèce
Synonymes
- Tropidonotus monticolus Jerdon, 1853
- Amphiesma monticola (Jerdon, 1853)

Statut de conservation UICN

 LC  : Préoccupation mineure
Hebius monticola est une espèce de serpents de la famille des Natricidae.

## Répartition
Cette espèce est endémique des Ghâts occidentaux en Inde. Elle se rencontre entre 500 et 1 300 m d'altitude dans les États du Karnataka, du Kerala et du Tamil Nadu,.

## Description
Ce serpent de taille modeste (environ 50 cm) vit dans les forêts. Le corps est plutôt brun avec parfois du vert, la tête tirant sur le rouge.

## Étymologie
Le nom spécifique monticola vient du latin monticola, « habitant des montagnes », en référence à la distribution de ce serpent.

## Publication originale
- Jerdon, 1854 "1853" : Catalogue of Reptiles inhabiting the Peninsula of India. Journal of the Asiatic Society of Bengal, vol. 22, p. 522-534 (texte intégral).